# Landkreis Yunlin
Der Landkreis Yunlin (chinesisch 雲林縣 / 云林县, Pinyin Yúnlín Xiàn, Tongyong Pinyin Yúnlín Siàn, W.-G. Yün-lin Hsien, Pe̍h-ōe-jī Hûn-lîm-kōan) ist ein Landkreis der Republik China auf Taiwan. Er liegt im zentralen Teil von Westtaiwan, seine Hauptstadt ist Douliu. Bekannt in Taiwan sind seine landwirtschaftlichen Produkte wie Pampelmuse, Tee, suan cai (ein eingelegter Chinakohl), Papaya und Zuckermelone.

## Geographie und Klima
Der Landkreis Yunlin liegt am Übergang der Jianan-Ebene im Süden zur Changhua-Ebene im Norden, die zusammen die größte Ebene Taiwans bilden. Im Norden bildet der Zhuoshui, der längste Fluss Taiwans, mit seinem Unterlauf die Grenze zum Landkreis Changhua. Im Süden wird die Grenze zum Landkreis Chiayi im Wesentlichen vom Beigang-Fluss gebildet. Im Osten grenzt der Landkreis Yunlin an den Landkreis Nantou und im Westen an die Taiwanstraße.
Der Landkreis besteht zu 90 % aus Ebenen, entlang der Ostgrenze befinden sich einige Hügel und im Südosten reicht er in die nordwestlichen Ausläufer des Alishan-Gebirges hinein. Das Klima ist subtropisch mit einer Jahresmitteltemperatur von 22,6 °C und einem Jahresniederschlag von 1029 mm.

## Geschichte
Die Gegend von Yunlin war ursprünglich von Pingpu, austronesischen Völkern der Ebene, bewohnt. Nach der Inbesitznahme Taiwans durch das Kaiserreich China 1683 strömten während der Regierungszeit Kangxis (1661–1722) zunehmend han-chinesische Einwanderer vom Festland auf die Insel. Die indigene Bevölkerung wurde nach und nach assimiliert oder nach Osten abgedrängt.
Anfänglich wurde Taiwan in drei Landkreise eingeteilt, wobei Yunlin zum Landkreis Zhuluo gehörte. Im Jahr 1761, zur Regierungszeit Qianlongs, wurde eine Inspektion in Douliu eingerichtet, die für Yunlin zuständig war.
Im Jahr 1887 wurde Taiwan schließlich zu einer eigenen chinesischen Provinz und Yunlin erhielt den Status eines Landkreises. Nachdem Taiwan nach dem Chinesisch-japanischen Krieg von 1895 an Japan abgetreten werden musste, wurde der Landkreis wieder aufgelöst. Unter der japanischen Herrschaft erfolgten mehrere Verwaltungsumorganisationen und ab 1926 gehörte Yunlin zur Präfektur Tainan. Nach der Übertragung Taiwans an die Republik China nach dem Zweiten Weltkrieg kam es zu einer erneuten Reorganisation und 1950 wurde der Landkreis Yunlin erneut gebildet.

## Städte und Gemeinden

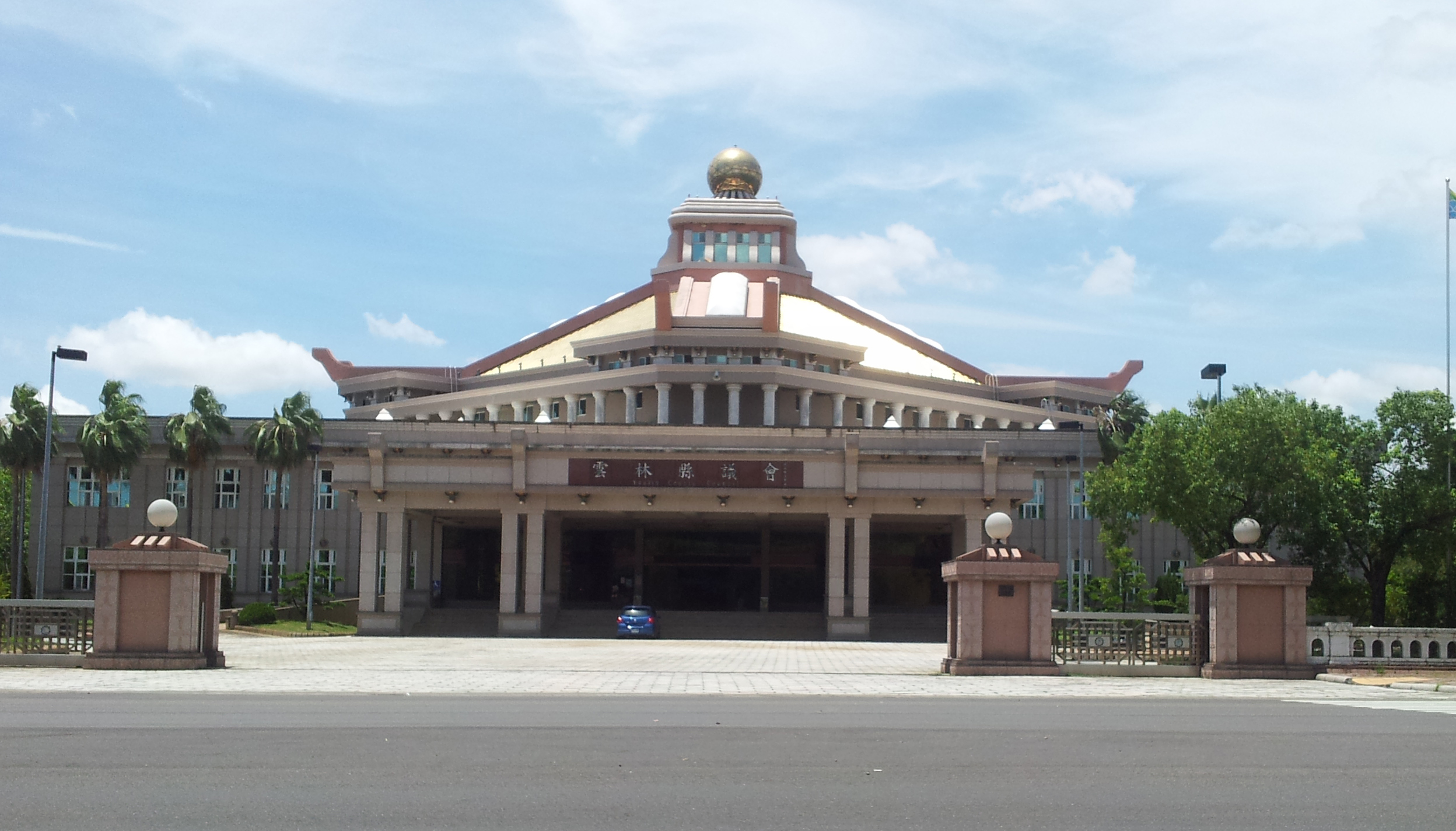
Sitz des Kreistags von Yunlin

Die etwa 109.000 Einwohner (2024) zählende Hauptstadt Douliu ist die einzige Stadt (市,  Shì) des Landkreises. Daneben gibt es fünf Stadtgemeinden (鎮,  Zhèn) und 14 Landgemeinden (鄉,  Xiāng). Die Einwohnerzahlen und Flächenangaben zu den Gemeinden waren nach der amtlichen Statistik vom April 2018 die folgenden:
| Gemeinde         | chin.  | Hanyu Pinyin    | Taiwanisch (POJ)  | Hakka        | Fläche (km²) | Einwohner | Ew./km² |
| ---------------- | ------ | --------------- | ----------------- | ------------ | ------------ | --------- | ------- |
| 1 Stadt          |        |                 |                   |              |              |           |         |
| Douliu           | 斗六市 | Dǒuliù Shì      | Táu-la̍k-chhī      | Téu-liuk     | 93,7151      | 108.590   | 1.160   |
| 5 Stadtgemeinden |        |                 |                   |              |              |           |         |
| Beigang          | 北港鎮 | Běigǎng Zhèn    | Pak-káng-tìn      | Pet-kóng     | 41,4999      | 40.130    | 967     |
| Dounan           | 斗南鎮 | Dòunán Zhèn     | Táu-lâm-tìn       | Téu-nàm      | 48,1505      | 44.796    | 931     |
| Huwei            | 虎尾鎮 | Hǔwěi Zhèn      | Hó͘-bóe-tìn        | Fú-mî        | 68,7420      | 70.858    | 1.031   |
| Tuku             | 土庫鎮 | Tǔkù Zhèn       | Thô͘-khò͘-tìn       | Thú-khù      | 49,0212      | 28.837    | 589     |
| Xiluo            | 西螺鎮 | Xīluó Zhèn      | Sai-lê-tìn        | Sî-lô        | 49,7985      | 46.129    | 927     |
| 14 Landgemeinden |        |                 |                   |              |              |           |         |
| Baozhong         | 褒忠鄉 | Bāozhōng Xiāng  | Po-tiong-hiong    | Pô-chûng     | 37,0552      | 13.035    | 350     |
| Citong           | 莿桐鄉 | Cìtóng Xiāng    | Chhì-tông-hiong   | Tshṳ̀-thùng   | 50,8502      | 28.806    | 567     |
| Dapi             | 大埤鄉 | Dàpí Xiāng      | Toā-pi-hiong      | Thai-phî     | 44,9973      | 19.140    | 426     |
| Dongshi          | 東勢鄉 | Dōngshì Xiāng   | Tang-sì-hiong     | Tûng-sṳ      | 48,3562      | 14.942    | 308     |
| Erlun            | 二崙鄉 | Èrlún Xiāng     | Jī-lūn-hiong      | Ngi-lûn      | 59,5625      | 27.102    | 456     |
| Gukeng           | 古坑鄉 | Gǔkēng Xiāng    | Kó͘-kheⁿ-hiong     | Kú-hâng      | 166,6059     | 31.589    | 190     |
| Kouhu            | 口湖鄉 | Kǒuhú Xiāng     | Kháu-ô͘-hiong      | Khiéu-fù     | 80,4612      | 27.524    | 342     |
| Linnei           | 林內鄉 | Línnèi Xiāng    | Nâ-lāi-hiong      | Lìm-nui      | 37,6035      | 18.259    | 483     |
| Lunbei           | 崙背鄉 | Lúnbèi Xiāng    | Lūn-poè-hiong     | Lûn-poi      | 58,4840      | 24.563    | 421     |
| Mailiao          | 麥寮鄉 | Màiliáo Xiāng   | Be̍h-liâu-hiong    | Ma̍k-liàu     | 80,1668      | 45.638    | 569     |
| Shuilin          | 水林鄉 | Shuǐlín Xiāng   | Chúi-nâ-hiong     | Súi-lìm      | 72,9582      | 25.563    | 350     |
| Sihu             | 四湖鄉 | Sìhú Xiāng      | Sì-ô͘-hiong        | Si-fù        | 77,1189      | 23.464    | 305     |
| Taixi            | 臺西鄉 | Táixī Xiāng     | Tâi-se-hiong      | Thòi-sî      | 54,0983      | 23.952    | 441     |
| Yuanzhang        | 元長鄉 | Yuánzhǎng Xiāng | Goân-chióng-hiong | Ngièn-tshòng | 71,5872      | 25.864    | 361     |

| Gemeinden des Landkreises Yunlin |
| Douliu Beigang Dounan Huwei Tuku Xiluo Baozhong Citong Dapi Dongshi Erlun Gukeng Kouhu Linnei Lunbei Mailiao Shuilin Sihu Taixi Yuanzhang Landkreis Changhua Landkreis Chiayi Landkreis Nantou Chiayi |

## Universitäten
- Nationaluniversität Yunlin für Wissenschaft und Technologie
- Nationaluniversität Formosa (1997–2004 umbenannt in: Nationalinstitut für Technologie Huwei)
- Universität für Chinesische Medizin (Abteilung in Beigang)
- Transworld Institut für Technologie

## Kultur
- Internationales Musikfestival Beigang

## Symbole des Landkreises
Der Landkreis hat sich mehrere offizielle Symbole erwählt. Zum Vogel des Landkreises wurde der auf Taiwan endemische Dickschnabelkitta, ein dunkelblau und schwarz gefärbter Rabenvogel, der in den Gebirgswäldern Taiwans zu finden ist, gewählt. Zur Blume des Landkreises wurde Phalaenopsis, eine als Zierblume beliebte Orchideenart und zum Landkreis-Baum der Kampferbaum, ein immergrüner Baum, der in der früheren Kolonialwirtschaft Taiwans eine große Rolle spielte.